# Congrès National pour la Défense du Peuple

Vlag van de CNDP.

Het Congrès national pour la défense du peuple (CNDP, “Nationaal Congres voor de Verdediging van het Volk”) was een politieke gewapende militie die in december 2006 door Laurent Nkunda werd opgericht in de regio Kivu van de Democratische Republiek Congo (DRC). Het CNDP was betrokken bij het Kivu-conflict, een gewapend conflict tegen het leger van de Democratische Republiek Congo. In januari 2009 is het CNDP gesplitst en is Nkunda door de regering van Rwanda gearresteerd. Het was de bedoeling dat de overblijvende CNDP-splinterfactie, onder leiding van Bosco Ntaganda, in het nationale leger zou worden geïntegreerd. Een aantal overgebleven CNDP-leden vormde de kern van de latere M23-beweging. 